# Trigonostemon longipedunculatus
Trigonostemon longipedunculatus là một loài thực vật có hoa trong họ Đại kích. Loài này được (Elmer) Elmer miêu tả khoa học đầu tiên năm 1911.